# Želiezovská skupina
Želiezovská skupina (pojem zavedl Herbert Mitcha-Marheim) je neolitická kultura, jejíž projevy jsou zaznamenány na jihozápadním Slovensku, v Zadunají, na Moravě a v Dolním Rakousku. Vliv na její vznik měla kultura s lineární keramikou a také jihovýchodní kultura Vinča, v době její existence ji dále ovlivňovala skupina Szakalhat-Lebe z Potisí (synchronní se středním stupněm želiezovské skupiny).
Je známo přes tisíc katastrálních území s lokalitami (většinou sídlišti) želiezovské skupiny. Mezi nejznámější patří na Slovensku Štúrovo, kde byly doloženy stavební komplexy mladší kultury s lineární keramikou a želiezovské skupiny, dále Hurbanovo, Dvory nad Žitavou, Veľký Grob a Bajč.